# Mariehamn
Mariehamn ([mɑriːeˈhɑmn] Uttal (fil); finska: Maarianhamina finskt uttal: [ˈmɑːriɑnˌhɑminɑ]; latin: Portus Mariae) är centralort i den autonoma finländska ögruppen Åland. Med cirka 11 800 invånare är det Ålands största kommun och enda stad. Ålands lagting och Ålands landskapsregering har sitt säte i staden, som också är den största enspråkigt svenska kommunen i Finland.  
Mariehamn ligger på ett drygt kilometerbrett näs och har en areal på 11 km². Staden grundades 1861, när Åland ännu tillhörde det ryska imperiet, och namngavs efter den tyskfödda kejsarinnan Maria Alexandrovna, gift med tsar Alexander II.  
Från Västerhamn avgår dagligen färjor till Stockholm, Tallinn, Åbo och Helsingfors. På stadens östra sida, vid Österhamn, finns en av Nordens största gästhamnar. I Mariehamn ligger även Ålands centralsjukhus, och cirka tre kilometer utanför staden, i Jomala, finns Mariehamns flygplats.

## Historia och geografi
Mariehamn ligger mellan de två havsvikarna Slemmern och Svibyviken och anlades på mark som tidigare tillhörde byn Övernäs i Jomala. I byn fanns fyra bondgårdar som låg på det berg där Mariehamns stadshus uppfördes 1939. Från byns tid återstår endast Övernässtugan, ursprungligen ett torp i bergets södra sluttning. Namnet Övernäs lever vidare i grundskolan Övernäs skola och i gästhemmet Övernäsgården.

### Badhusepoken
Runt sekelskiftet 1900 var Mariehamn en populär badort. Perioden kallas vanligen badhusepoken och präglades av ett större kurhotell i Västerhamn med tillhörande anläggningar. Mariehamns badanstalt, ritad av arkitekten C.R. Rosenberg från Sund, uppfördes 1889. I närheten låg Doktorsvillan från 1896, med lokaler för läkarmottagning och gymnastik. Segelpaviljongen, ritad av Lars Sonck och uppförd 1895–1899, är ett bevarat exempel på tidstypisk arkitektur.
Badhusepoken fick ett abrupt slut 1916, när hotellet brann ned efter att ha använts av ryska soldater under första världskriget. Området där hotellet låg kallas idag Badhusparken och det intilliggande berget Badhusberget. Det ursprungliga badhuset revs 1925, och av virket byggdes ett nytt hus på Parkgatan 24. Mellan 1920-talet och 1971 fanns i parken en kommunal badinrättning, som senare användes som musiklokal under namnet Pub Bastun.

## Områden och stadsdelar

Karta över Mariehamn med stadsområdet före inkorporeringen 1961.

År 1961, när Mariehamn fyllde 100 år, inkorporerades områden från Jomala, och landarealen ökade från 3 till 11,6 km².
Gamla stadsområdet omfattar:
- Nyängen
- Rossen
- Vreten (med Wiklöf Holding Arena)
- Dalberg
- Storängen
- Främmanberg (med Västerhamn och Navigationsskolan)
- Kvarnberg
- Sveden
- Storgärdan (med camping- och badplatsen Gröna udden)
- Lotsberget

Norra staden omfattar:
- Västra Klinten
- Klinten
- Nabben
- Sjukhuset
- Strandnäs
- Backeberg
- Apalängen (väster om Svibyvägen och norr om Hammarlandsvägen)
- Kasberget (söder om Sviby Kasberg)
- Johannebo
- Hindersböle
- Dalbo (avgränsas i söder av Sjukhusvägen, i norr av stadsgränsen, i väster av Sjukhuset och Bergshöjden, i öster av Godbyvägen)
- Norrböle
- Österbacka

Södra staden omfattar:
- Västernäs
- Östernäs (med bostadsområdena Lillängen och Hästskon)
- Ytternäs
- Västra Ytternäs (med fiskehamnen Korrvik)
- Espholm (naturreservat)
- Styrsö
- Svinö

Höga punkter i Mariehamn är Badhusberget, Lotsberget och Sviby Kasberg. Till staden hör även öarna Lilla holmen, Styrsö, Svinö, Lökskär, Algrundet och halva Råttgrundet. Staden gränsar i söder till Lemland och i norr till Jomala.

## Demografi

### Befolkningsutveckling
Befolkningsutveckling i Mariehamns stad:
- 2024: 11 866 invånare
- 2020: 11 705 invånare
- 2010: 11 190 invånare
- 2000: 10 488 invånare
- 1990: 10 263 invånare
- 1980: 9 553 invånare
- 1970: 8 546 invånare
- 1960: 6 685 invånare
- 1950: 3 273 invånare
- 1940: 2 617 invånare
- 1930: 1 469 invånare
- 1920: 1 074 invånare
- 1910: 1 015 invånare

Uppgifterna avser förhållandena den 31 december varje år.

### Språk
Befolkningen efter språk (modersmål) den 31 december 2024:
- Svenska: 9 629 (81,1 %)
- Finska: 562 (4,8 %)
- Rumänska: 241 (2,0 %)
- Lettiska: 212 (1,8 %)
- Engelska: 110 (0,9 %)
- Thai: 99 (0,8 %)
- Ryska: 92 (0,8 %)
- Estniska: 76 (0,7 %)
- Övriga språk: 845 (7,1 %)

Totalt: 11 866 invånare (100,0 %)

## Arkitektur

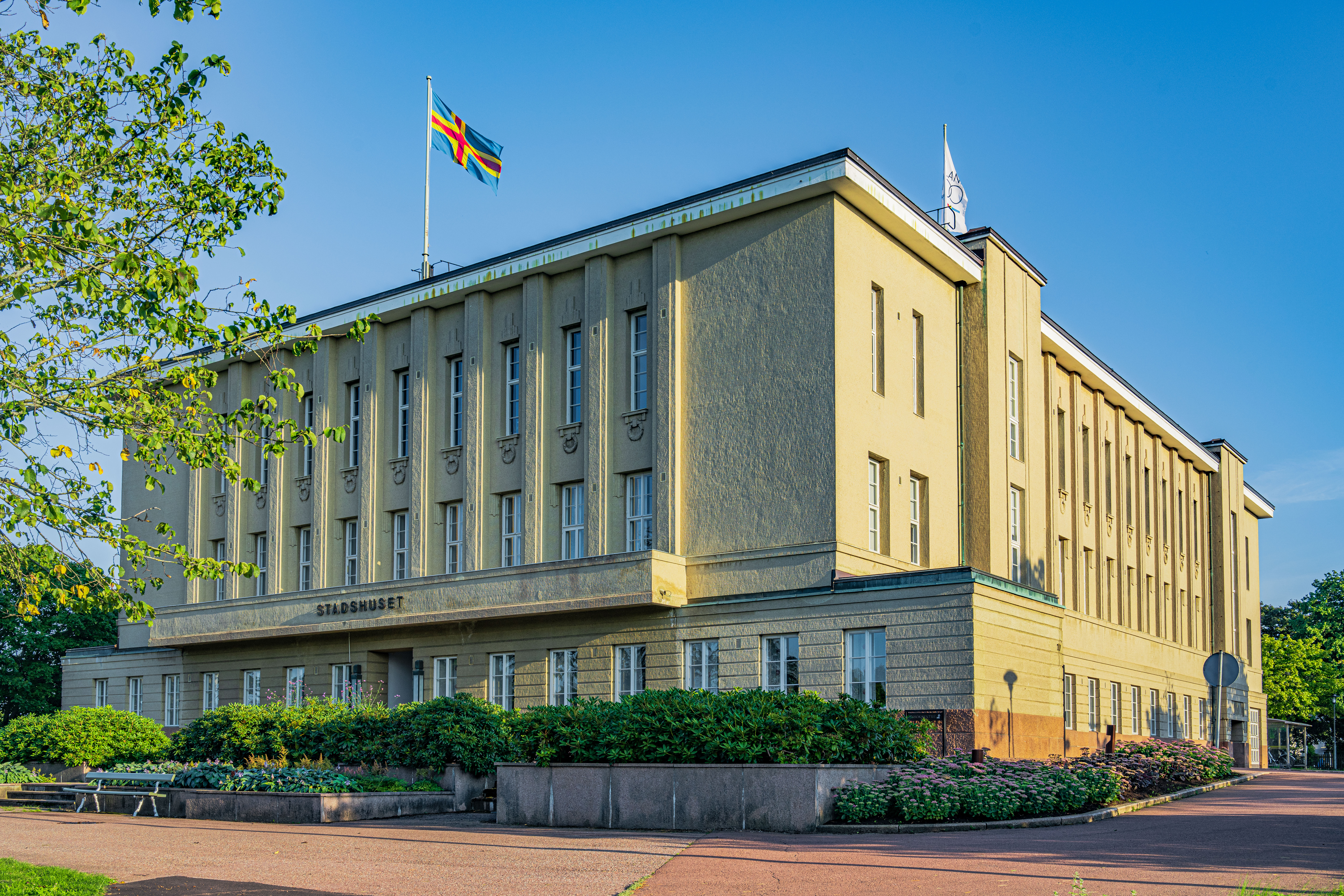
Mariehamns stadshus, uppfört 1939, ritat av Lars Sonck.

Mariehamn kännetecknas av sin grönska och den kilometerlånga allén som sträcker sig från öst till väst. Den kantas av lindar, vilket har gett staden smeknamnet "de tusen lindarnas stad". Mariehamn är uppbyggd enligt ett rutmönster av gator och planerades av arkitekten Georg Theodor Chiewitz från Åbo.

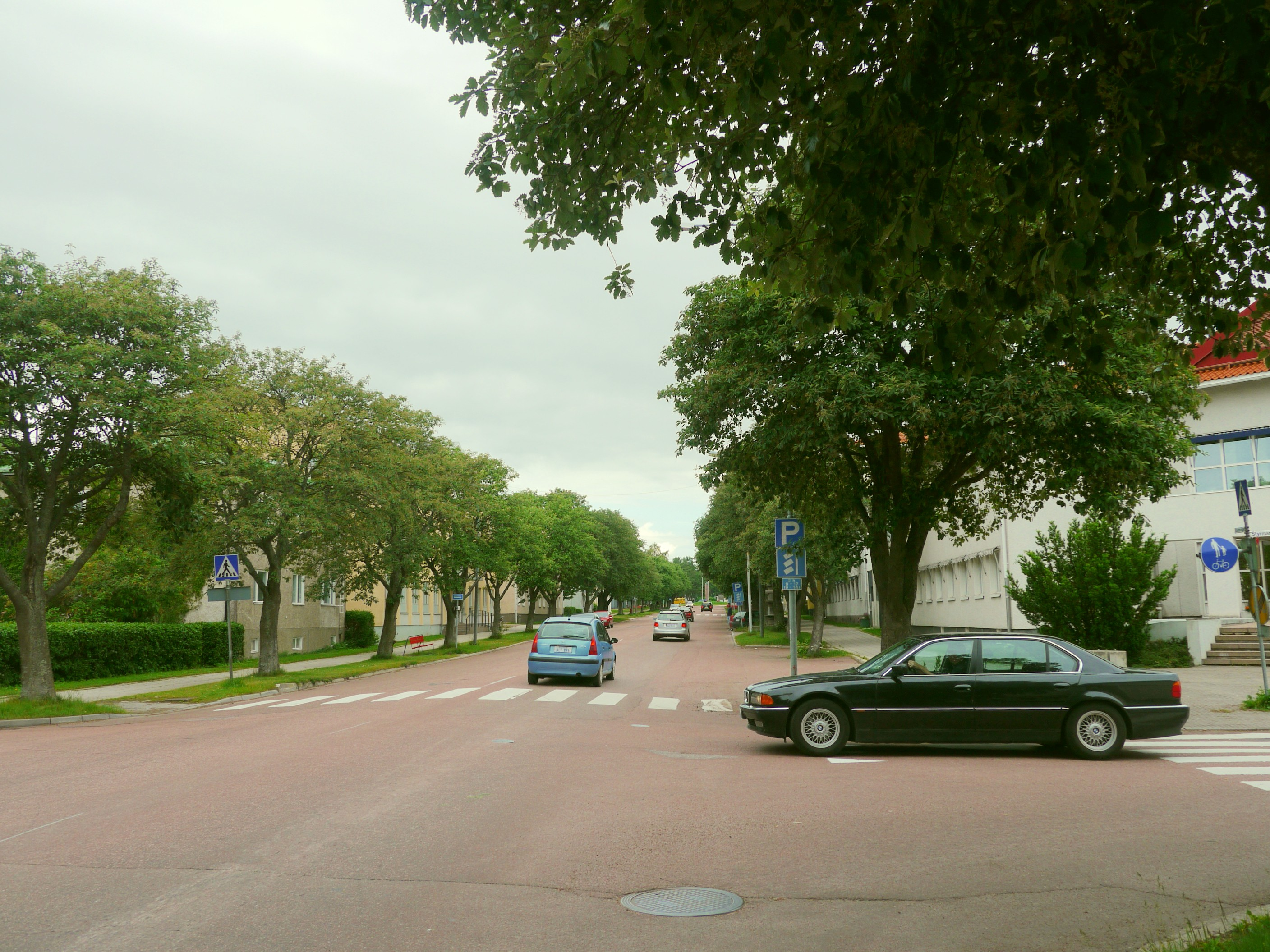
Ålandsvägen, kantad av lindar.

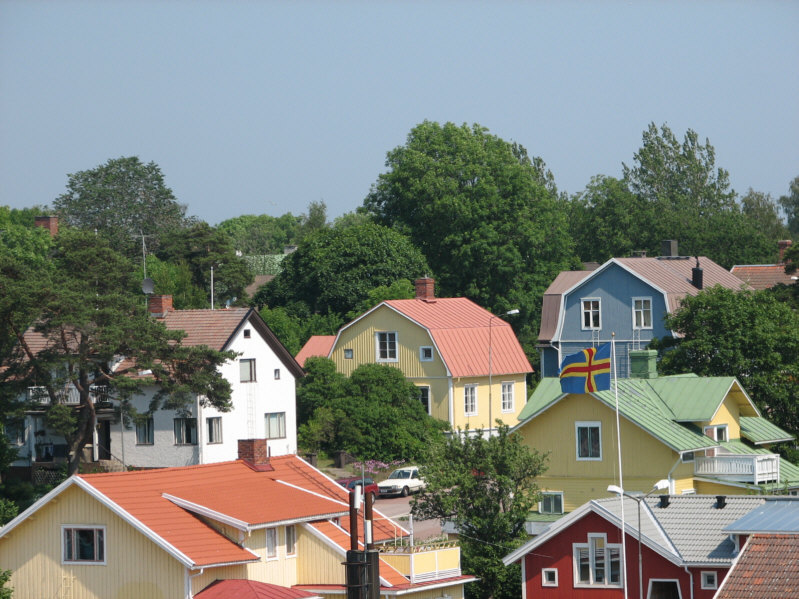
Mariehamn är en trähusstad.

Under 1960-talet revs många äldre trähus i Mariehamn och ersattes med mer tidsenliga byggnader. Många trähus finns dock bevarade, däribland ett antal villor ritade av byggmästare Hilda Hongell samt flera av arkitekten Lars Soncks tidiga verk. Sonck ritade även Mariehamns stadshus, S:t Görans kyrka och flera andra representativa byggnader.

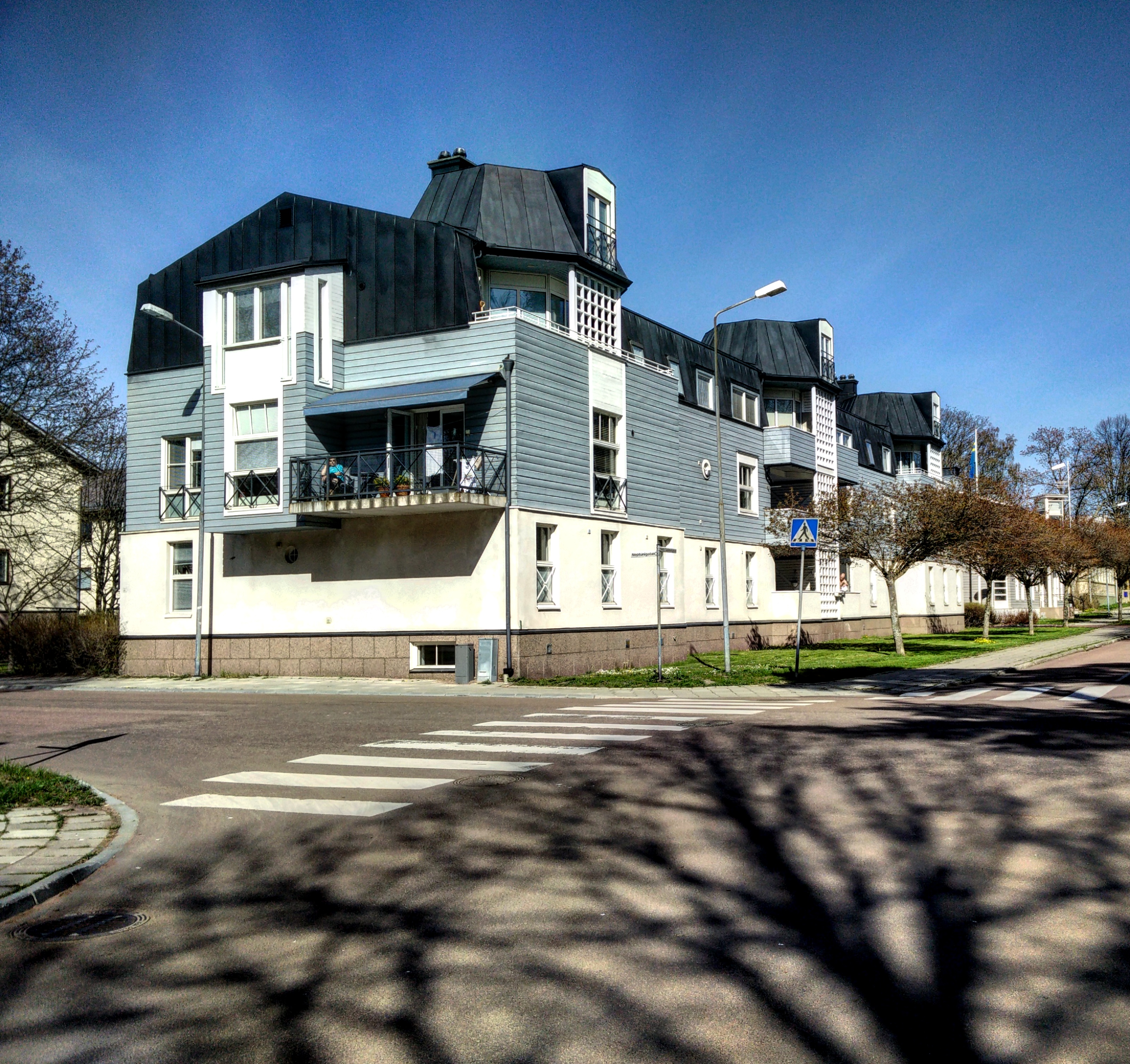
Trähus på Norra Esplanaden.

Längs Österhamn sträcker sig Ålands administrativa och kulturella centrum, ritat av den finländske arkitekten Helmer Stenros. Vid Österhamn finns även stadens huvudsakliga tillfartsväg Österleden, i folkmun kallad "Östa utfarten". Byggnadsprojektet kallades Projekt 77 och omfattar Ålands museum, Självstyrelsegården och Hotell Arkipelag.

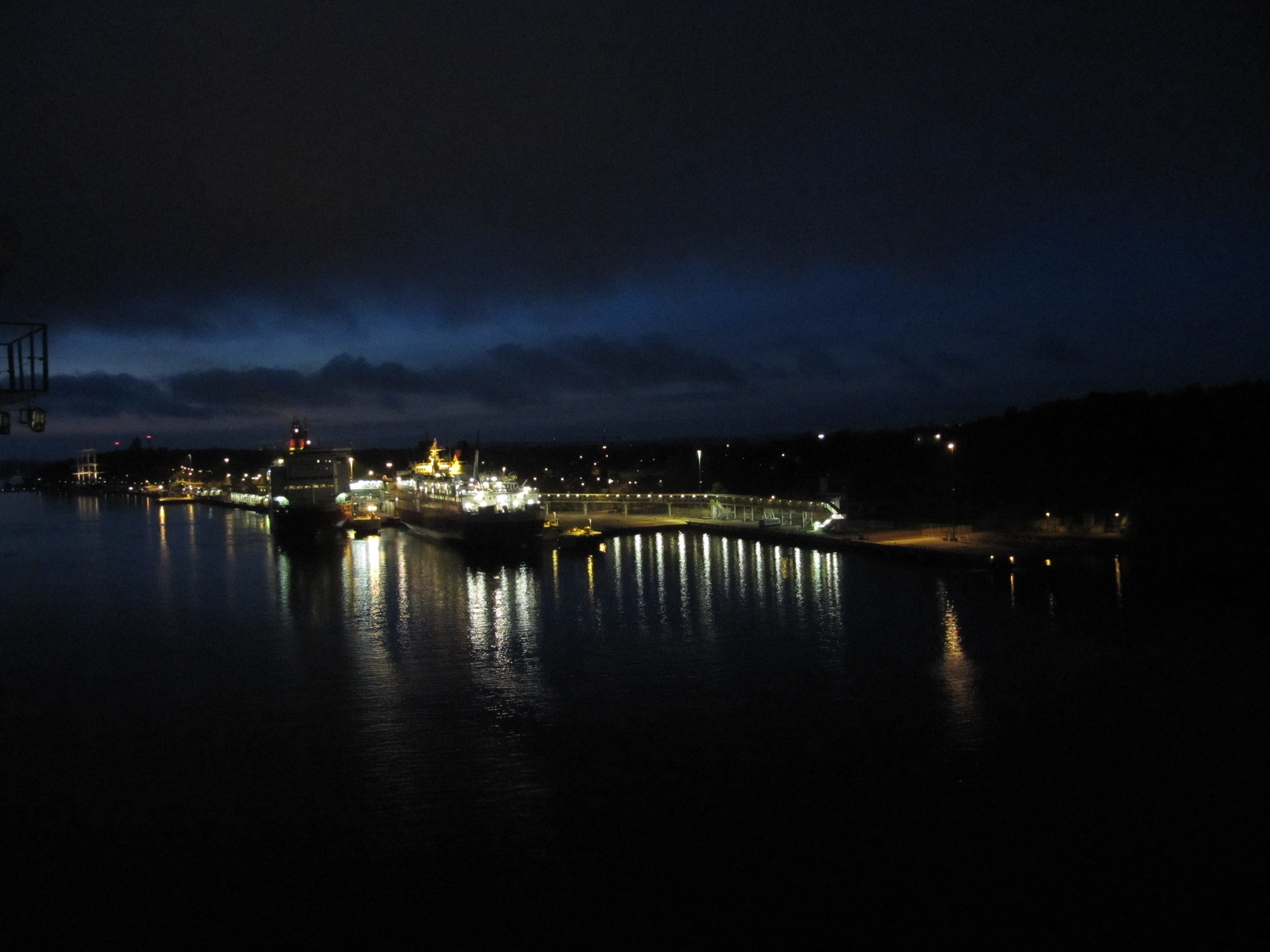
Mariehamn sett från Västerhamn.

## Styrelse och kommunal verksamhet
Mariehamns kommunala verksamhet kallas Mariehamns stad. Centrum för stadsförvaltningen är Mariehamns stadshus, där stadsfullmäktige sammanträder. Staden driver ett reningsverk vid Lotsbroverket och ansvarar för andra verksamheter som museifartyget Pommern och Mariehamns Centralantenn AB.
Stadsstyrelsen har under mandatperioden 2024–2025 följande sammansättning:
- Ordförande: Michele Ferrari, Liberalerna
- I vice ordförande: Nina Fellman, Ålands socialdemokrater
- II vice ordförande: Peter Enberg, Moderat Samling för Åland
- Julia Birney, Liberalerna
- Bert Häggblom, Obunden samling
- Kristine Dzene, Ålands socialdemokrater
- Monica von Frenckell, Moderat Samling för Åland

Sedan kommunalvalet 2023 har stadsfullmäktige följande mandatfördelning:
- 7 Moderat Samling
- 7 Ålands socialdemokrater
- 7 Liberalerna på Åland
- 3 Obunden samling
- 2 Hållbart Initiativ
- 1 Åländsk Center

## Sevärdheter
- Pommern
- Sjökvarteret
- Ålands museum
- Ålands sjöfartsmuseum
- Lilla holmen
- Badhusberget
- Mariebad
- Tullarns äng
- Badhusparken
- Mariehamns stadsbibliotek
- S:t Görans kyrka

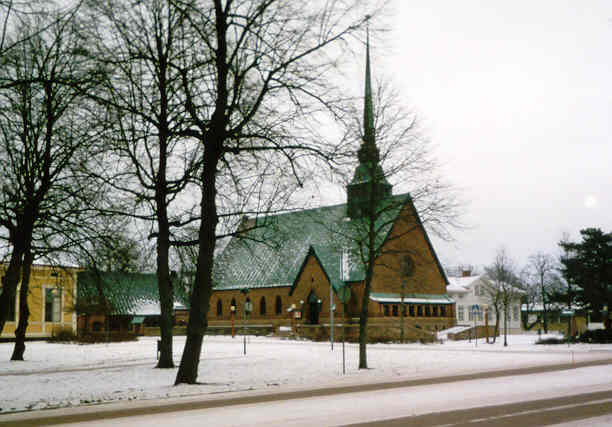
Stadskyrkan i Mariehamn, ritad av Lars Sonck.

Skillnadsgården i Mariehamn byggdes av ryska soldater år 1900 som bageri och bastu på ön Storklobben i Föglö. Byggnaden inlöstes av staden i november 1919 till ett pris av 2 709 mark och återuppfördes vid Skillnadsgatan med bibehållen rysk exteriör. Den användes under två till tre decennier fram till 1967 som barnhem, och därefter som fritidsgård. Byggnaden är numera såld.

## Näringsliv
Näringslivet i Mariehamn präglas av rederiverksamhet, turism och handel. Staden har flera varuhus, bokhandlar och banker. Ålandsbanken har sitt huvudkontor i Mariehamn, liksom Chips Abp, som ingår i den norska koncernen Orkla ASA.
Företag inom import av bil- och båtutrustning finns representerade i staden. Det åländska företaget Mathias Eriksson AB är verksamt inom leveranser till passagerarfartyg och har verksamhet i flera hamnar runt Östersjön.
Bland de större rederierna med säte i Mariehamn finns Viking Line och Birka Line, det senare till största delen ägt av Eckerölinjen.
Ett svenskt honorärt vicekonsulat inrättades i Mariehamn 1871. Det upphöjdes till ett lönat konsulat 1921 och till ett lönat generalkonsulat 2005.[källa behövs]

## Kultur, nöjesliv och idrott

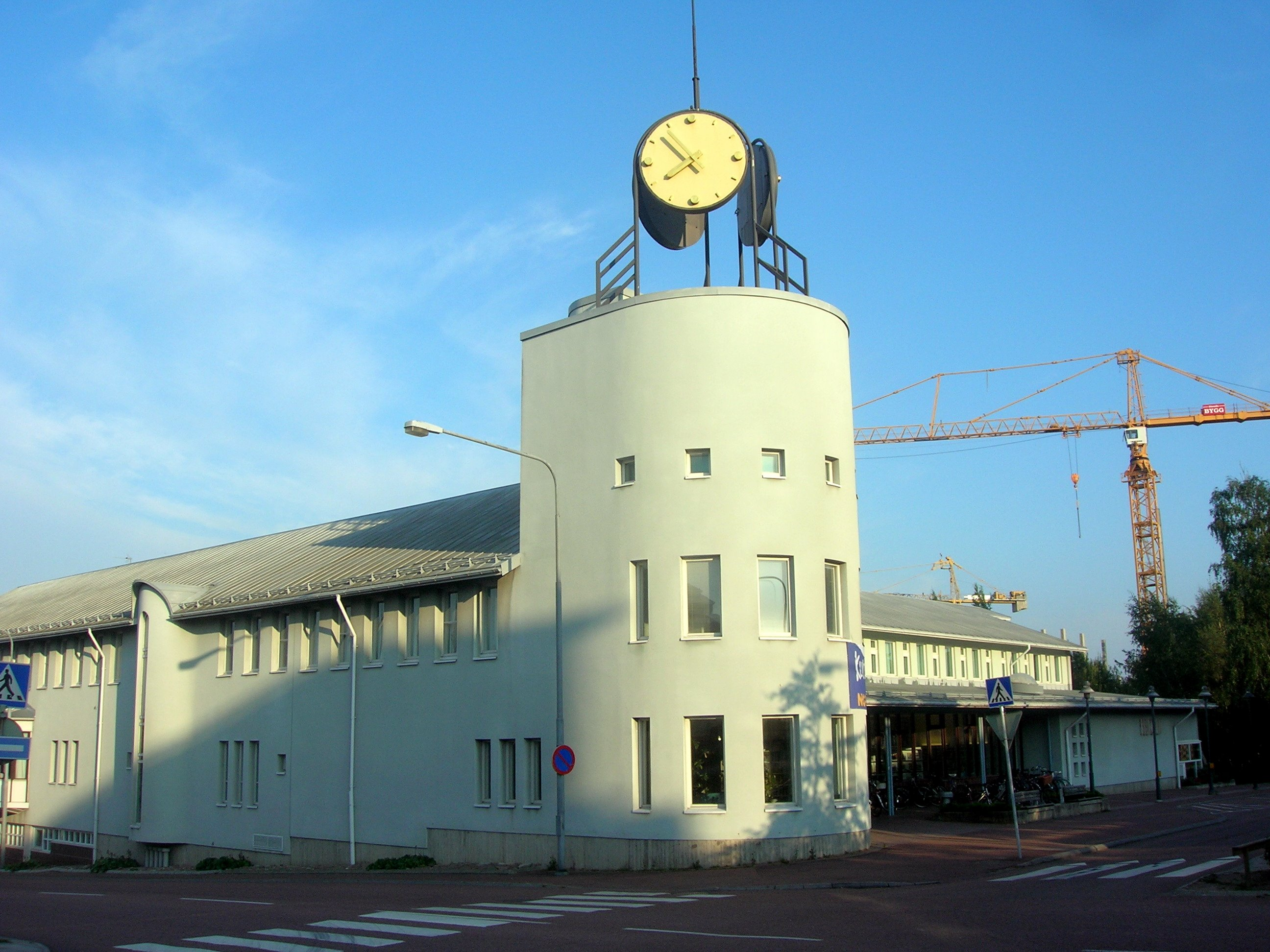
Mariehamns stadsbibliotek.

Mariehamn har ett varierat utbud av kultur- och nöjesverksamhet i förhållande till stadens storlek. I staden finns barer, pubar, restauranger, nattklubbar, ett kasino och flera utomhusscener. Mariehamnsteatern har sin hemmascen i stadshuset. Årliga evenemang inkluderar Alandia Jazz Festival, Ålands Sjödagar och stadsfestivalen Rockoff.
Stadens kulturförvaltning arrangerar även Kulturnatten i augusti, Mariehamn Winter Jazz i februari och Mariehamns litteraturdagar i mars. Mariehamns stadsbibliotek fungerar som centralbibliotek för Åland och samordnar det åländska biblioteksnätverket Katrina.

### Museer
- Ålands museum
- Ålands sjöfartsmuseum
- Museifartyget Pommern
- Sjökvarteret
- Övernässtugan

### Idrott
Mariehamns största idrottsarena är Wiklöf Holding Arena, där fotbollslaget IFK Mariehamn spelar sina hemmamatcher. I anslutning till arenan finns tennisbanor, ishallen Islandia och Mariehamns idrottsgård, som bland annat rymmer en bowlinghall. Badhuset Mariebad erbjuder simmöjligheter och motion.
Bollhalla är en inomhushall för tennis och badminton. På Backebergs sportfält spelas fotboll, och i Baltichallen arrangeras olika typer av evenemang. Här avslutade bland andra Paolo Roberto sin boxningskarriär.
I Mariehamn finns flera idrottsföreningar, bland annat Åländska Segelsällskapet, Mariehamns seglarförening och Ridklubben Sleipner.

## Kommunikationer
Mariehamn har ett varierat kommunikationsnät med land-, sjö- och flygtrafik. Färjetrafiken är särskilt betydelsefull för stadens roll som knutpunkt i Östersjön.

### Sjöfart

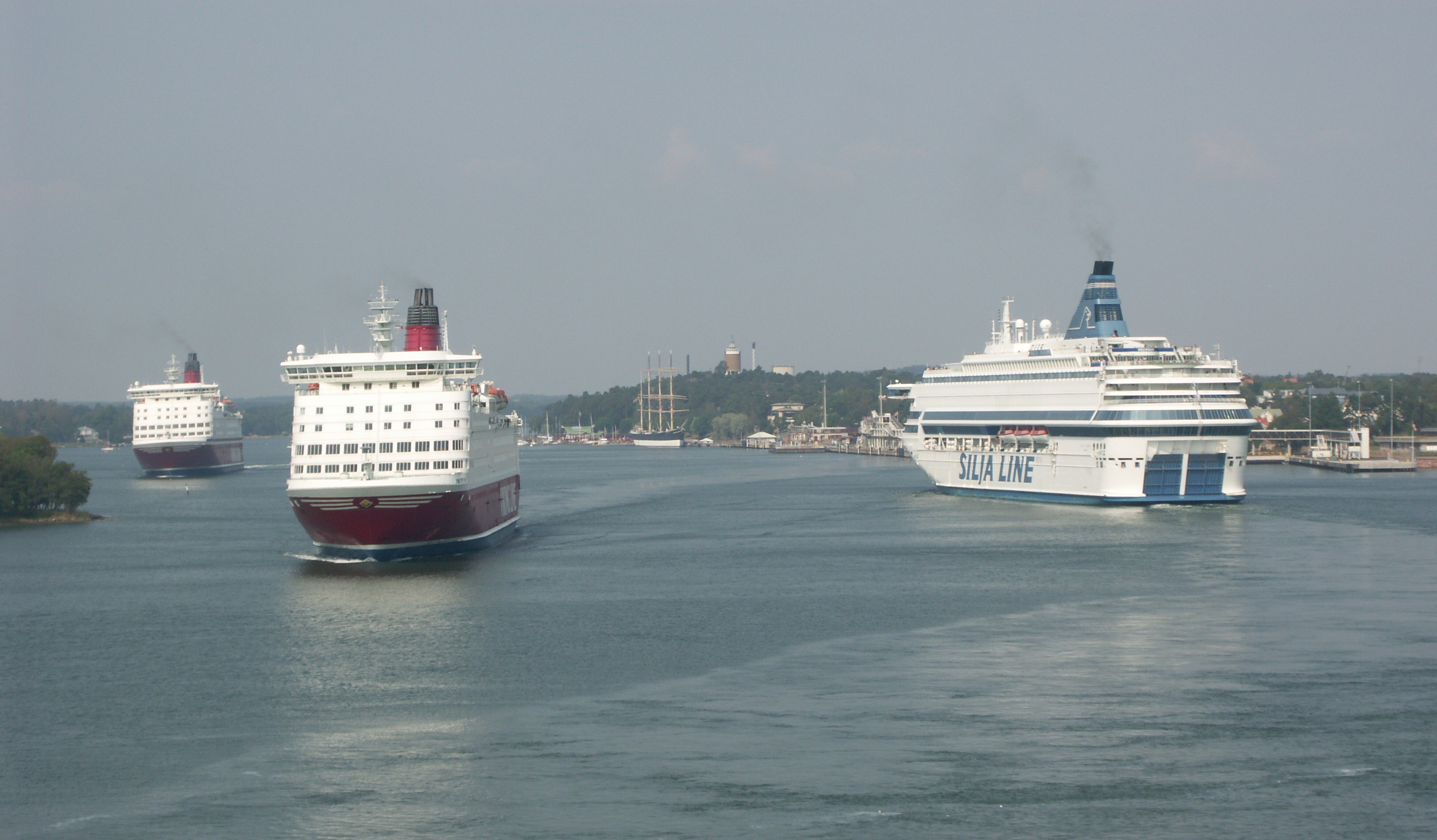
Mariehamns hamn. Färjor från Finland och Sverige anländer samtidigt.

Mariehamn har sedan grundandet 1861 haft stark anknytning till sjöfart. Flera rederier har sitt säte i staden, och många invånare är sysselsatta inom sjöfartsnäringen. I staden finns en navigationsskola för utbildning av sjöbefäl.
Färjor från Sverige, Finland och Estland anlöper Västerhamn, som är stadens huvudsakliga passagerarhamn. På grund av Ålands särskilda ställning inom EU gäller undantag från EU:s skattebestämmelser. Det gör det möjligt för färjor att sälja taxfree-varor ombord, vilket påverkar linjedragningarna i färjetrafiken.

### Kollektivtrafik
Stadstrafiken i Mariehamn sköts av Viking Line Buss. Förbindelser till övriga åländska kommuner samt till Vårdö erbjuds av Ålandstrafiken. Alla landsbygdsbussar utgår från Bussplan i stadens centrum.

## Personer med anknytning till Mariehamn
- Sofie Asplund, operasångare
- Gustaf Erikson, redare
- Adelina Engman, fotbollsspelare
- Robert Liewendahl, författare
- Jani Lyyski, fotbollsspelare
- Joel Pettersson, författare
- Lars Sonck, arkitekt
- Stefan Lindfors, formgivare
- Anders Wiklöf, företagare
- Helle Hellberg, författare

## Vänorter
Mariehamn har vänortsrelationer med följande städer:
- Region Gotland, Sverige (sedan 1940-talet)
- Kópavogur, Island (sedan 1974)
- Kragerø kommun, Norge (sedan 1987)
- Kuressaare, Estland (sedan 1991)
- Lomonosov, Ryssland (sedan 1961)
- Tórshavn, Färöarna (Danmark) (sedan 1976)
- Valkeakoski, Finland (sedan 1999)